# Maria Elisabeth de Bruyn
Maria Elisabeth Mietje de Bruyn (* 26. Dezember 1752 in Amsterdam; † nach 1790) war eine niederländische Schauspielerin, Tänzerin, Sängerin und Theaterunternehmerin.

## Leben
Maria Elisabeth de Bruyn wurde am 26. Dezember 1752 in Amsterdam geboren. Sie war das vierte Kind des Schauspielers und Tänzers Cornelis de Bruyn (1722–nach 1777) und der Schauspielerin Anna Bokan (ca. 1715–1775). Sie hat bereits früh von ihren Eltern das Singen und Tanzen gelernt, vermutlich auch die Schauspielerei. Vermutlich trat sie als Kind auch auf der Bühne der Stadsschouwburg Amsterdam auf, dort hatten bis 1763 ihre Eltern ein Engagement. Dann zog sie mit ihren Eltern nach Den Haag. Die Familie schloss sich in Den Haag dem neu gegründeten Theater von Marten Corver an. Ihre Eltern sollten 1770 bankrottgegangen sein und Maria de Bruyn begann auf Drängen der Konkursverwalter zum Familieneinkommen beizutragen.
1773 reiste Maria de Bruyn mit ihren Eltern nach Rotterdam, um im neuen Theater von Jan Punt zu spielen. Dort wurden sie gemeinsam für 42 Gulden verpflichtet, Maria und ihre Mutter als „Schauspielerinnen im Lustspiel“ und Sängerin, ihr Vater als Ballettmeister. Ab der Saison 1774/75 hatte Maria einen eigenen Vertrag mit einem Jahreshonorar von sechshundert Gulden. Als das Rotterdamer Theater am 28. Dezember 1774 feierlich eröffnet wurde, traten Maria de Bruyn und ihre Mutter in der Posse „Blindemannetje“ auf, die nach der Tragödie Maria von Burgund aufgeführt wurde, in der auch ihre Mutter mitspielte. Im folgenden Jahr, im Mai, starb ihre Mutter. Maria de Bruyn war noch minderjährig und bekam einen Herrn Limburg als Vormund. Als 1776 ein neuer Vertrag mit Marten Corver ausgehandelt wurde, der einen Monat zuvor die Leitung des Theaters übernommen hatte, verlangte Maria de Bruyn, dass in ihrem Vertrag ausdrücklich festgelegt wurde, dass sie niemals eine Nonne in einem Kloster spielen müsse. Um den Vertrag durchzusetzen, drohte sie mit einer Abreise nach Amsterdam, wo ihr vermutlich ein Angebot gemacht worden war. Sie entschied sich jedoch gegen die Abreise, da sie Sorge hatte, die Theaterkommissare können ansonsten ihren alkoholkranken Vater entlassen. Diese Aktion könnte von ihrem Mentor Gelinus van Spaan, dem Kommissar des Theaters, inspiriert worden sein, der der Meinung war, dass ihr bessere Rollen gegeben werden sollten, als Corver ihr zugewiesen hatte. Es ist nicht bekannt, ob Gelinus van Spaan mehr als nur ihr Mentor war, ein erhaltenes Gedicht zeigt auaf, dass er sehr in sie verliebt war. Maria de Bruyns Forderung wurde abgelehnt, sie erhielt 1777 eine Gehaltserhöhung.
In den Jahren unter Punt und später unter Corver spielte Maria de Bruyn unter anderem Elizabeth in „Anthonius Hambroek“ von Johannes Noms, Porcia in „De dodelijke minnenijd“ von Willem van der Hoeven und Lizette oder Maria in „De vriendschap“ von M. van der Winden. Zwischen 1774 und 1779 spielte sie in Rotterdam insgesamt 145 verschiedene Rollen, die meisten davon, 122 Rollen, in Komödien und Possen, für ein durchschnittliches Jahreshonorar von 850 Gulden. Sie scheint eine Vorliebe für Cross-Dressing-Rollen gehabt zu haben und konnte nicht nur singen und tanzen, etwas, was viele Schauspieler konnten, sondern auch fechten.
Nach einigem Ärger mit Corver vermieteten die Rotterdamer Theaterkommisare das Theater im März 1779 an Maria de Bruyn. Laut der Gehaltsabrechnung, die Maria den Kommissaren vorlegte, verdiente sie in ihrer neuen Position 1.500 Gulden, mehr als alle anderen in der Truppe außer dem Ballettmeister, der das Eineinhalbfache erhielt. Im Sommer 1779 spielte die Truppe unter der Leitung von Maria de Bruyn unter anderem in Leiden.
Am 10. April 1780 wurde Maria Elizabeth Caarten, das uneheliche Kind von Maria Elisabeth de Bruyn und Petrus Caarten, in der römisch-katholischen Kirche ’t Steiger in Rotterdam getauft. Maria de Bruyns Leitung des Theaters endete im August desselben Jahres. Es ist unklar, ob das eine mit dem anderen zu tun hatte. Sie besaß nach ihrem Ausscheiden aus dem Rotterdamer Theater ein Theaterzelt und reiste mit einer Truppe Amsterdamer und Rotterdamer Schauspieler, die sie auch leitete. Dieses Zelt vermietete sie bereits 1780 an Jacques Julien, der auch eine Wandertruppe leitete. Wahrscheinlich kaufte er das Theaterzelt später. 1783 und 1784 war er mit einer Reisegesellschaft und einem „neuen Zelt“ in Leeuwarden.
Über das weitere Leben von Maria Elisabeth de Bruyn gibt es danach nur noch Gerüchte, so soll sie sich evtl. in ein Kloster in Antwerpen zurückgezogen haben, von dort stammte ihre Mutter, oder sie soll mit der Witwe von Jan Punkt, Catharina Fokke zusammen gelebt haben, die sie vom Rotterdamer Theater kannte. Es ist nicht bekannt, wo und wann Maria Elisabeth de Bruyn starb.